# 谷瑶瑶
谷 瑶瑶（こく ようよう、繁体字中国語: 谷 瑶瑶、英語: Gu Yaoyao、グー・ヤオヤオ、1995年11月12日 - ）は、中国の女子ラグビー選手。

## プロフィール
- 中国出身[1]。
- ポジションはセンター(CTB)。
- 身長 168cm、体重 67kg

## 略歴
2021年、東京五輪の7人制女子中国代表に選ばれた。
2024年、パリ五輪の7人制女子中国代表に選ばれた。